# サトウカエデ

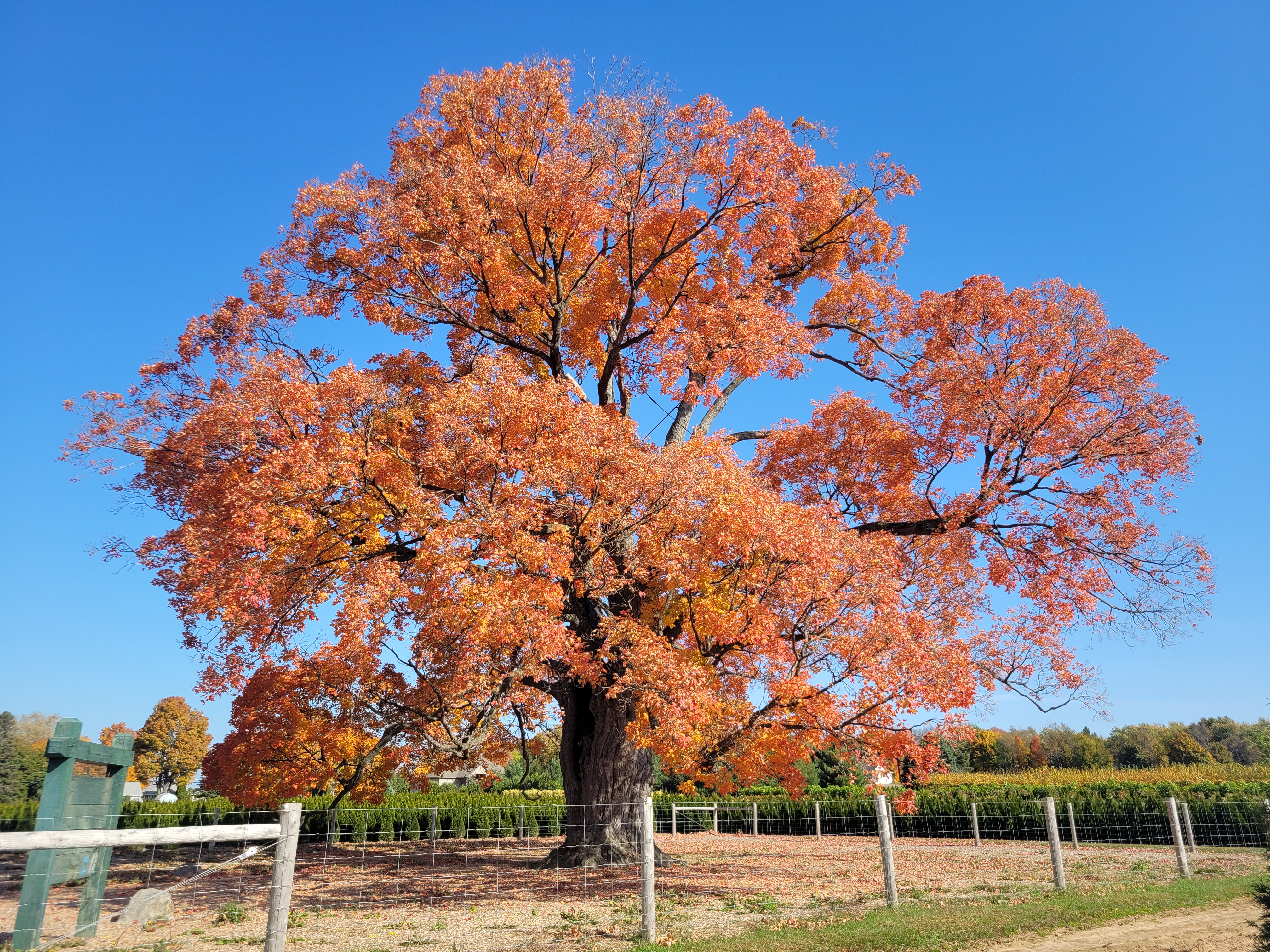
サトウカエデ, ペルハム (オンタリオ州)

サトウカエデ（砂糖楓、学名: Acer saccharum）は、ムクロジ科カエデ属の落葉高木。樹液を煮詰めたものをメープルシロップとして利用する。また、樹木はその堅牢性から、家具に利用される。別名、メープルツリー。和名の由来は、カエデの仲間で、樹液からメープルシロップをつくることから名付けられている。

## 特徴
北アメリカ原産。高さは30～40メートルにもなり、葉も日本のカエデと比べるとかなり大ぶりで、特徴ある形状を成す。日本では、北海道と本州に公園などに植栽されたものが見られる。
カナダを代表する木で、特にケベック州、オンタリオ州と関係が深く、カナダの国旗にはサトウカエデの葉がデザインされているほか、メイプルリーフ金貨などの硬貨のデザインにも取り入れられている。また、アメリカ合衆国北東部のウィスコンシン州、ニューヨーク州、バーモント州、ウェストバージニア州では、州の木とされている。大きくて形が美しい葉は、新緑や紅葉を楽しむことができ、赤色や黄色など様々に色づいた紅葉は見事で、このカエデの魅力にもなっている。
樹液から、ホットケーキなどにかけるメープルシロップが作られ、硬い材からは野球のバットが作られる。
日本では明治時代以降に移入されたが、樹液採取はあまり行われず、もっぱら街路樹として用いられている。
木材としては堅牢で家具など、また、耐摩耗性が高い事から床材などに適している。呼称としては日本産のイタヤカエデなどを『カエデ材』と呼ぶのに対し、北アメリカから輸入したサトウカエデは『メープル材』と呼ぶ。
変わったところでは、その耐摩耗性とオイル等を取り込みやすく放出しにくい木質からオイルやワックス等を含浸させたサトウカエデが木製軸受として利用されている。これは用途によっては樹脂や金属の軸受よりも高い性能をしめす事もあり、同じく木製軸受として高い性能を持つが成長の遅さから希少となったリグナムバイタの代替品としても使われる。